# بانوراما حرب تشرين

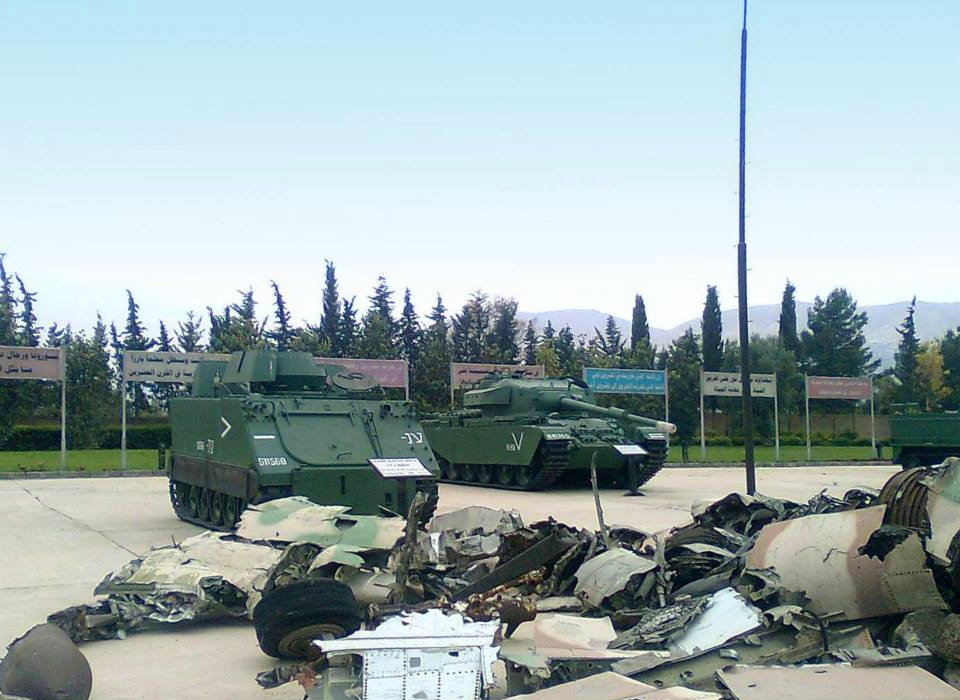
بقايا الطائرات الإسرائيلية التي أسقطتها أنظمة الدفاع الجوي السورية واستولت على دبابة إسرائيلية

بانورما حرب تشرين التحريرية هو متحف عن حرب تشرين . يقع عند مدخل مدينة دمشق الشمالي وسط حديقة كبيرة مساحتها نحو 62700م2. يروي المتحف قصة معارك الجيش السوري في حرب تشرين.
على مدخل المبنى لوحتين محفورتين على الحجر الأولى على الجدار الأمامي الأيسر وتمثل معركة ميسلون ، والثانية على الجدار الأيمن وتمثل البناء والعمل ، وهناك جناحين جانبيين فيهما قسم دائري مقبب بقطر 43.1 م وبارتفاع يبلغ 37.1 م وعلى طرفيه أدراج توصل إلى الجناحين ثم إلى منصة العرض البانورامي بأدق تفاصيلها من جنود وأسلحة ودبابات وطائرات.
وتًشاهد فيه مدينة القنيطرة قبل أن يدمرها الصهاينة بالكامل، بالإضافة إلى ساحتين لعرض الأسلحة مساحة كل منهما 1760م2، يوجد في الساحة الأولى بعض النماذج من الأسلحة التي استخدمها الجيش السوري في حرب تشرين وفي الساحة الثانية نماذج الأسلحة والعتاد الصهيوني التي استولى عليها الجيش السوري وغنمها.
وفي البهو الكبير هناك إلى اليسار لوحتان زيتيتان تمثل الأولى توحيد البلاد عندما وقّع ملك إيبلا أول معاهدة سلام في التاريخ في الألف الثالث قبل الميلاد بعد معركة إيبلا. في اللوحة الثانية تبدو ملكة تدمر (زنوبيا) وهي تخطب في مجلس الشيوخ وإلى جانبها ولدها (وهب اللات) والقائد (زبداي).
يوجد في البهو لوحتين جداريتين الأولى تمثل الوليد بن عبد الملك  وإلى يسارها القائد العربي موسى بن نصير ومعه طارق بن زياد وقد عادا بعد معارك الأندلس إلى مقر الخلافة في دمشق حول الجامع الأموي. وهناك لوحة جدارية تمثل القائد صلاح الدين الأيوبي على حصانه وبين أعوانه يستقبل ملوك الفرنجة الذين قهرهم في معركة حطين سنة 1187 وخلفه قبة الصخرة .
توجد لوحة كبيرة في الجناح الشرقي يبلغ طولها 130 متر وارتفاعها 15 متر وهي قطعة واحدة دائرية بمساحة 1950م2 وبقطر 41 م حيث يتابع الزائر من خلالها أهم وقائع حرب تشرين المرسومة على تلك اللوحة فيشاهد مرتفعات الجولان من جبل الشيخ حتى تل الفرس.

## انظر ايضا
بانوراما حرب أكتوبر (مصر)